# Something (пісня Андрюса Появіса)
«Something» — пісня литовського співака Андрюса Появіса, з якою він представляв Литву на пісенному конкурсі Євробачення 2013 у Мальме. Пісня була виконана 18 травня у фіналі, де, з результатом у 17 балів, посіла двадцять друге місце.